# Giurtelecu Șimleului
Giurtelecu Şimleului (em húngaro: Somlyógyőrtelek ou simplesmente Győrtelek; em alemão: Wüst Görgen) é uma cidade romena situada no noroeste da Transilvânia (Sălaj). É também conhecida como Giurtelec ou Giurtelecu em romeno.

## Cronologia
- 1259 - Giurtelecu Şimleului's gravados na história mais rapidamente mencionar
- 1688 - Giurtelecu Şimleului foi acrescentado à expansão dos territórios Habsburg Monarquia
- 1715 - primeiro censo oficial em Giurtelecu Şimleului
- 1867 - Giurtelecu Şimleului regressou ao Reino da Hungria no âmbito do recém-criado Áustria-Hungria
- 1876 - Giurtelecu Şimleului tornou-se parte do recém-criado Szilágy (romeno: Sălaj) concelho
- 1919 - Giurtelecu Şimleului se tornou parte da Romênia
- 1920 - Censo: 1395 habitantes em Giurtelecu Şimleului
- 1940 a 1944 - Giurtelecu Şimleului foi novamente parte da Hungria durante a Segunda Guerra Mundial
- 1944, maio - massa deportação de judeus de Giurtelecu Şimleului alemão a morte acampamentos ocupados na Polônia
- 1950 - Giurtelecu Şimleului tornar-se parte de Şimleu Rayon, Bihor região, estabelecido após os soviéticos estilo; em 1952 Bihor região mudou seu nome em Oradea Região e em 1960 ele muda o nome para Crişana Região
- 1968 - novamente parte da re-estabelecida Sălaj
- 1998-1999 - sistemática escavações arqueológicas em Giurtelecu Şimleului
- 2006 - A escola pública de Giurtelecu Şimleului recebeu do Governo romeno de uma subvenção de 30000 euros (100.000 RON) para a reabilitação da estrutura de capital

## Demografia
| Ano  | Habitantes |
| ---- | ---------- |
| 2002 | 1,055      |
| 1992 | 1,149      |
| 1920 | 1,395      |
| 1910 | 1,322      |
| 1900 | 1,216      |
| 1890 | 1,059      |
| 1880 | 996        |
| 1869 | 1,190      |
| 1847 | 684        |
| 1750 | 231        |
| 1720 | 90         |
| 1715 | 72         |